# Dies Irae (Noir Désir)
Dies Irae ("Giorno di collera") è un album live del gruppo rock francese Noir Désir, registrato durante la tournée dell'album Tostaky, e pubblicato nel 1994. Si possono ritrovare sui due dischi dell'album alcuni dei più grandi pezzi del gruppo, come le due cover I Want You (Beatles) e Long Time Man (Nick Cave).
Il nome di questo album è stato trovato dal chitarrista del gruppo Serge Teyssot-Gay che, sfogliando un dizionario, è capitato su Dies Irae, credendolo inizialmente un anagramma di Noir Désir, tradotto in seguito come Giorno di collera che faceva un buon riferimento al gruppo. Precisamente il Dies irae è una sequenza in lingua latina, composizione sacra medievale. È una delle parti più note del requiem e quindi del rito per la messa esequiale.
Esiste anche una versione più rara di I Want You.

## Tracce
CD1
1. La Rage
2. Here It Comes Slowly
3. Ici Paris
4. One Trip/One Noise
5. Alice
6. Les Écorchés
7. Le Fleuve
8. Oublié
9. Tostaky
10. Sober Song
11. It Spurts

CD2
1. Johnny colère
2. The Holy Economic War
3. La Chaleur
4. À l'arrière des taxis
5. Marlène
6. Long Time Man
7. No, No, No
8. What I Need
9. Lolita nie en bloc
10. I Want You (She's So Heavy)
11. En route pour la joie